# Judge Not
Judge Not è stato il primo singolo inciso da Bob Marley. Il singolo fu registrato nel 1961 per l'etichetta Beverley's del produttore cinese Leslie Kong, con il nome Robert Marley, ed il 45 giri originale è oggi una vera rarità. 
Il brano è stato inserito nella raccolta Songs of Freedom, pubblicata nel 1992.